# Список режисерських дебютів
Режисерський дебют — перший комерційний кінопрокат режисера. У списку не вказані твори, зняті режисерами не для комерційного показу: наприклад, ранні роботи Орсона Веллса, зокрема, «Дванадцята ніч» (1933) та «Серця на схилі років» (1934).
У 1940-1950-х роках, після завоювання популярності телебаченням, з'явилися режисерські дебюти багатьох відомих режисерів у цій царині кіномистецтва: Роберт Альтман, Сідні Люмет тощо. Із телебачення починали й такі сучасні режисер, як Альфонсо Куарон, Алан Паркер, Рідлі Скотт та інші.

## 1990-ті

### 1997
- Боб Коерр — «Тривіальне чтиво»
- Бретт Ратнер — «Гроші вирішують все»
- Брюно Дюмон — «Життя Ісуса»
- Він Дізель — «Волоцюги»[en]
- Вінченцо Наталі — «Куб»
- Вонді Кертіс-Голл — «Глухий кут»[en]
- Гор Вербінскі — «Мишаче полювання»
- Ґері Олдмен — «Не ковтати»[en]
- Джастін Лін — «Шопінг для іклів»[en]
- Джонні Депп — «Хоробрий»
- Джон Р. Леонетті — «Смертельна битва: Знищення»
- Дін Канді — «Люба, ми себе зменшили»[en]
- Ендрю Нікол — «Гаттака»
- Касі Леммонс — «Затока Єви»
- Кіфер Сазерленд — «Правда та наслідки»
- Кон Сатоші — «Perfect Blue»
- Марк Діндал — «Коти не танцюють»
- Марк Діппе — «Спаун»
- Мімі Ледер — «Миротворець»
- Пітер Каттанео — «Сам удома 3»
- Раджа Госнелл — «Чоловічий стриптиз»
- Саймон Вест — «Повітряна тюрма»
- Стівен Кесслер — «Канікули у Вегасі»
- Том Шульман — «8 голів в одній сумці»
- Франсуа Озон — «Побачити море»[en]
- Цзя Чжанке — «Кишеньковий злодій»[en]
- Шон Леві — «В останній момент»[en]
- Шон Матіас — «Схильність»

### 1998
- Абдеррахман Сіссако — «Життя на землі»[en]
- Антуан Фукуа — «Вбивці на заміну»
- Баррі Кук та Тоні Бенкрофт — «Мулан»
- Боб Саґет — «Брудна робота»[en]
- Бренда Чепмен та Стів Хікнер — «Принц Єгипту»
- Вінсент Галло — «Баффало-66»
- Гаррі Елфонт та Дебора Каплан — «Не можу дочекатися»
- Гаспар Ное — «Один проти всіх»[en]
- Гері Росс — «Плезантвіль»
- Ґай Річі — «Карти, гроші, два стволи»
- Даррен Аронофскі — «Пі»
- Девід Добкін — «Мішені»
- Девід Єйтс — «Претендент Тічборна»[en]
- Дені Вільнев — «32-ге серпня на Землі»
- Дес Макануфф — «Кузина Бетта»
- Джо Карнаган — «Кров, нахабність, кулі і бензин»
- Дон Маккеллар — «Остання ніч»
- Джоан Чень — «Сю Сю»[en]
- Дон Гамбург — «Ведмежатники»
- Ерік Дарнелл та Тім Джонсон — «Мураха Антц»
- Ігор Ковальов — «Невгамовні»
- Каран Джохар — «Усе в житті буває»[en]
- Крістофер Нолан — «Переслідування»
- Ларрі Девід — «Кислий виноград»[en]
- Ліза Холоденко — «Високе мистецтво»
- Лукас Мудіссон — «Покажи мені любов»
- Марк Стівен Джонсон — «Саймон Бірч»
- Ненсі Меєрс — «Пастка для батьків»
- Нурі Більге Джейлан — «Kasaba»
- Пет Профт — «Помилково звинувачений»
- Пітер Берг — «Дуже дикі штучки»[en]
- Пітер Ховітт — «Обережно, двері зачиняються»
- Рендалл Воллес — «Людина у залізній масці»
- Саміра Махмальбаф — «Яблуко»
- Стів Боюм — «Разом з Дідлами»
- Тоні Кей — «Американська історія Ікс»
- Фатіх Акін — «Швидко та без болю»[en]
- Фернанду Мейрелліш — «O Menino Maluquinho 2»
- Фредерік Ду Чау — «Чарівний меч: У пошуках Камелота»
- Ice Cube — «Стриптиз-клуб»[en]

## 2010-ті

### 2014
Джейсон Бейтман — «Погані слова»

## 2020-ті

### 2020
Тейлор Свіфт — Folklore: The Long Pond Studio Sessions
Вігго Мортенсен — «Падіння»
Геллі Беррі — «Синці»